# The Boys (Fernsehserie)/Staffel 2
Die zweite Staffel der US-amerikanischen Action-Fernsehserie The Boys umfasst 8 Episoden und wurde zwischen dem 3. September und dem 8. Oktober 2020 auf Prime Video sowohl im Original als auch auf Deutsch erstveröffentlicht, in den Zeitzonen UTC-12 bis UTC-6 bereits jeweils einen Tag vorher.

## Episoden
| Nr. (ges.) | Nr. (St.) | Deutscher Titel                                       | Originaltitel                                   | Erstveröffentlichung USA | Deutschsprachige Erstveröffentlichung (D/A/CH) | Regie           | Drehbuch            |
| --- | --------- | ----------------------------------------------------- | ----------------------------------------------- | ------------------------ | ---------------------------------------------- | --------------- | ------------------- |
| 9 | 1         | Daddy ist wieder zu Haus                              | The Big Ride                                    | 3. Sep. 2020             | 4. Sep. 2020                                   | Phil Sgriccia   | Eric Kripke         |
| Frenchie, Kimiko, MM und Hughie leben in einem Keller und müssen sich weitestgehend versteckt halten. Butcher ist untergetaucht und wird des Mordes an Madelyn Stilwell verdächtigt. Hughie trifft sich mit Starlight und bittet sie, eine Probe „Compound V“ zu besorgen, sodass Vought öffentlich bloßgestellt werden kann. Homelander will nach Stillwells Tod die „Seven“ kontrollieren, kriegt jedoch von Stan Edgar (Giancarlo Esposito) einen Denkzettel verpasst. Die Boys treffen sich mit Butchers CIA-Kontakt Raynor und sie verrät, dass sie vermutet, dass Vought selbst Super-Terroristen ins Land lässt. Während sie spricht, explodiert ihr Kopf. Am Ende der Folge kehrt Butcher zu den Boys zurück. Außerdem erfährt der Zuschauer von Edgar, dass der Gründer von Vought ein Nazi-Doktor war, der mit „Compound V“ experimentierte. |           |                                                       |                                                 |                          |                                                |                 |                     |
| 10 | 2         | Ordentliche Vorbereitung und Planung                  | Proper Preparation and Planning                 | 3. Sep. 2020             | 4. Sep. 2020                                   | Liz Friedlander | Rebecca Sonnenshine |
| Die Anspannungen zwischen Butcher und Hughie steigen. Butcher schließt einen Deal mit Mallory von der CIA ab. Sie bringt Beccas Aufenthaltsort in Erfahrung und Butcher treibt den Super-Terroristen auf. Gemeinsam mit den Boys gelingt es Butcher auch; es stellt sich jedoch heraus, dass der Super-Terrorist Kimikos Bruder Kenji ist. Homelander will seine Vaterrolle für seinen Sohn Ryan einnehmen, was Becca logischerweise nicht gefällt. The Deep hat derweil als Teil der Church of the Collective, einer Art Sekte, einen Selbstfindungstrip. Starlight beschafft das „Compound V“, wird jedoch von A-Train ertappt. Inspiriert von Stormfronts Frei-Nach-Schnauze-Einstellung gibt Starlight A-Train Konter. Er verrät sie nicht. |           |                                                       |                                                 |                          |                                                |                 |                     |
| 11 | 3         | Über den Hügel mit den Schwertern von tausend Männern | Over the Hill with the Swords of a Thousand Men | 3. Sep. 2020             | 4. Sep. 2020                                   | Steve Boyum     | Craig Rosenberg     |
| Kenji soll auf hoher See an Mallory ausgeliefert werden. Währenddessen kommt „Compound V“ an die Öffentlichkeit. Beccas Sohn Ryan entdeckt derweil seine Superkräfte, als sein Vater ihn vom Dach schubst und anschließend schlecht mit Becca umgeht. Als The Deep erfährt, dass die Boys auf hoher See sind, will er die Chance nutzen, wieder Teil der Seven zu werden. Er versagt jedoch. Die Seven treten auf den Plan und in einem Abwassersystem treffen sie auf die Boys. Homelander zwingt Starlight, Hughie zu töten. Butcher und Kenji schreiten jedoch rechtzeitig ein. Daraufhin flieht Kenji und wird von Stormfront gefasst und getötet – sehr zu Homelanders Unmut, welcher Kenji selbst töten wollte. Außerdem hinterlässt Stormfront, die sich als Rassistin offenbart, einen Trümmerhaufen und zahlreiche zivile Opfer, die später von Edgar dem Terroristen zugeschrieben wurden. Vought behauptet, dass sie nichts von „Compound V“ wissen, es jetzt aber wichtiger denn je sei. |           |                                                       |                                                 |                          |                                                |                 |                     |
| 12 | 4         | Es gibt nichts Vergleichbares auf der Welt            | Nothing Like It in the World                    | 10. Sep. 2020            | 11. Sep. 2020                                  | Fred Toye       | Michael Saltzman    |
| Mallory teilt Butcher den Aufenthaltsort Beccas mit. Bei seiner Befreiungsaktion will Becca ihrem Sohn zuliebe jedoch nicht mit ihm gehen. Black Noir hat Butchers Ausflug getrackt. MM, Starlight und Hughie suchen derweil ein Superhelden-Opfer aus den 70er-Jahren auf. Die afroamerikanische Dame wurde Opfer der rassistischen Superheldin Liberty. Es stellt sich heraus, dass Liberty in Wirklichkeit Stormfront ist. Trump-ähnlich hält Stormfront in der Öffentlichkeit Reden und gewinnt das Volk für sich, während Homelander in Memes lächerlich gemacht wird. The Deep sucht derweil mit der „Church of the Collective“ eine Ehefrau. A-Train wird aus den Seven geworfen und Homelander bekämpft seine Mutter-Komplexe, indem er einen Doppelgänger (Hautwechsler) beauftragt, sich als Madelyn Stillwell auszugeben. Am Ende erkennt Homelander, dass er niemanden braucht, und tötet den Doppelgänger. Außerdem outet er Queen Maeve als homosexuell.                               |           |                                                       |                                                 |                          |                                                |                 |                     |
| 13 | 5         | Wir müssen jetzt los                                  | We Gotta Go Now                                 | 17. Sep. 2020            | 18. Sep. 2020                                  | Batan Silva     | Ellie Monahan       |
| Ein Video taucht auf, in dem Homelander kaltblütig ein ziviles Opfer in Kauf nimmt. Proteste unter der Leitung von Victoria Neuman bezeichnen ihn als Kriegsverbrecher. Stormfront zeigt ihm jedoch, dass man nicht von allen geliebt werden muss. Daraufhin haben die beiden SM-Super-Sex. Hughie und Mother’s Milk finden Butcher und seinen Hund Terror bei seiner Tante. Als sie von Black Noir angegriffen werden, erpresst Butcher Edgar mit Infos über Ryan, die er veröffentlichen wird. Deep ist verheiratet und bewirbt die Church of the Collective. Queen Maeve wird von Homelander gepeinigt und will ihn beseitigen. Starlight offenbart Stormfront, dass sie von ihrer Vergangenheit als Liberty weiß. Im Gegenzug verrät Stormfront, dass sie weiß, dass Starlight das Compound V an die Öffentlichkeit brachte. |           |                                                       |                                                 |                          |                                                |                 |                     |
| 14 | 6         | Reif für die Klapse                                   | The Bloody Doors Off                            | 24. Sep. 2020            | 25. Sep. 2020                                  | Sarah Boyd      | Anslem Richardson   |
| Die Boys, Kimiko und Starlight suchen die Einrichtung Sage Grove auf. Starlight hatte die Einrichtung im Mail-Verkehr von Stormfront und Edgar gefunden. Dort angekommen, erkennen sie, dass dort Menschen Compound V gespritzt bekommen und anschließend gefangen gehalten werden. Als dort Chaos ausbricht, hilft ihnen ein Held mit dem Namen Lamplighter, der eine gemeinsame Vergangenheit mit Frenchie hat, die nicht auf Gegenliebe basiert. Hughie wird verletzt und Butcher und Starlight bringen ihn ins Krankenhaus. Außerdem verrät Stormfront Homelander, dass sie 1919 geboren wurde und die Ehefrau von Fredrick Vought war. |           |                                                       |                                                 |                          |                                                |                 |                     |
| 15 | 7         | Butcher, Kutscher, Dauerlutscher                      | Butcher, Baker, Candlestick Maker               | 1. Okt. 2020             | 2. Okt. 2020                                   | Stefan Schwartz | Craig Rosenberg     |
| Butcher besucht seine Eltern. In einem hitzigen Gespräch mit seinem Vater machen sie sich gegenseitig Vorwürfe für den Tod von Butchers Bruder Lenny. Derweil wird Starlight als Verräterin von Vought gefangen gehalten. Hughie und Lamplighter brechen auf, um sie zu retten. Im Vought-Tower nimmt sich Lamplighter das Leben, indem er sich selbst anzündet. Starlight kann entkommen. Als Black Noir sie aufhalten will, hilft Queen Maeve, indem sie Black Noir mit einem Mandelriegel füttert. Er hat eine Allergie. Frenchie und Kimiko bringen die Kongressabgeordnete Victoria Neuman zu einem Prozess gegen Vought. Als die Boys denken, mit dem Ex-CEO den perfekten Zeugen zu haben, explodieren zahlreiche Köpfe im Hörsaal, so auch der des Staatsanwalts und des Ex-CEO. Homelander nimmt außerdem seinen Sohn Ryan zu sich und zeigt ihm, dass die Welt größer ist. |           |                                                       |                                                 |                          |                                                |                 |                     |
| 16 | 8         | Was ich weiß                                          | What I Know                                     | 8. Okt. 2020             | 9. Okt. 2020                                   | Alex Graves     | Rebecca Sonnenshine |
| Nachdem der Kampf gegen Vought vor Gericht durch explodierende Köpfe zu einem jähen Ende kam, erhalten sie überraschend Hilfe von A-Train. Dieser entwandte der Church of the Collective die Akte über Stormfront und ihre Nazi-Vergangenheit, nachdem er erfuhr, dass er aus den Seven geworfen wurde, weil Stormfront rassistisch ist. Um Becca zu helfen, Ryan von Homelander zu befreien, macht Butcher einen Deal mit Edgar, um den Standort zu erfahren. Während der Rettungsaktion tötet Ryan versehentlich Becca. Butcher verspricht, dass er sich um Ryan kümmert. Queen Maeve erpresst Homelander und Starlight wird wieder in die Vought Seven aufgenommen. Auch A-Train ist wieder Teil der Seven. Die Boys werden aller Anschuldigungen freigesprochen. Es stellt sich heraus, dass Neuman für die Kopfexplosionen verantwortlich war. Hughie sucht sich einen Job in Neumans Kampf gegen Vought.                                                                                       |           |                                                       |                                                 |                          |                                                |                 |                     |

### Kurzfilm
Der Kurzfilm wurde am 11. September 2020 nur im Originalton mit Untertiteln erstveröffentlicht, in manchen Regionen bereits am 10. September 2020. Gedreht wurde er ursprünglich als Teil der zweiten Episode der zweiten Staffel.
| Nr. | Deutscher Titel       | Originaltitel         | Regie           | Drehbuch            |
| --- | --------------------- | --------------------- | --------------- | ------------------- |
| 1   | Butcher: Ein Kurzfilm | Butcher: A Short Film | Liz Friedlander | Rebecca Sonnenshine |